# Liste der Biografien/Rotz
Liste der Biografien |
Portal Biografien |
Personensuche
# |
A |
B |
C |
D |
E |
F |
G |
H |
I |
J |
K |
L |
M |
N |
O |
P |
Q |
R |
S |
T |
U |
V |
W |
X |
Y |
Z |
?
 
Ra |
Rb |
Rd |
Re |
Rh |
Ri |
Rj |
Rk |
Rl |
Rm |
Rn |
Ro |
Rr |
Rs |
Rt |
Ru |
Rv |
Rw |
Rx |
Ry |
Rz
 
Roa |
Rob |
Roc |
Rod |
Roe |
Rof |
Rog |
Roh |
Roi |
Roj |
Rok |
Rol |
Rom |
Ron |
Roo |
Rop |
Roq |
Ror |
Ros |
Rot |
Rou |
Rov |
Row |
Rox |
Roy |
Roz 
 
Rota |
Rotb |
Rotc |
Rote |
Rotf |
Rotg |
Roth |
Roti |
Rotk |
Rotl |
Rotm |
Roto |
Rotp |
Rotr |
Rots |
Rott |
Rotu |
Rotw |
Roty |
Rotz 
Die Liste der Biografien führt alle Personen auf, die in der deutschsprachigen Wikipedia einen Artikel haben. Dieses ist eine Teilliste mit 23 Einträgen von Personen, deren Namen mit den Buchstaben „Rotz“ beginnt.

## Rotz
- Rotz, Christoph von (* 1966), Schweizer Politiker (SVP)
- Rotz, Jean († 1560), französischer Seekartograph, Kaufmann und Kapitän

### Rotze
- Rötzer, Andreas (* 1971), deutscher Verleger
- Rötzer, Florian (* 1953), deutscher Journalist
- Rötzer, Franz Xaver (* 1896), deutscher Lehrer
- Rötzer, Hans Gerd (* 1933), deutscher Literaturwissenschaftler
- Rötzer, Josef (1920–2010), österreichischer Gynäkologe, Begründer der symptothermale Methode
- Rötzer, Kurt (1921–1984), österreichischer Langstreckenläufer
- Rötzer, Marie (* 1967), österreichische Theaterintendantin
- Rötzer, Richard (* 1952), deutscher Schriftsteller
- Rotzer-Mathyer, Therese (* 1964), Schweizer Politikerin (Die Mitte)
- Rotzetter, Anton (1939–2016), Schweizer Kapuziner und Buchautor

### Rotzi
- Rotzinger, Anne (* 1997), deutsche Fußballspielerin
- Rotzinger, Bernhard (* 1956), deutscher Polizeipräsident
- Rotzinger, Hanskarl (1940–2017), deutscher Karateka

### Rotzl
- Rotzler, Willy (1917–1994), Schweizer Kunsthistoriker, Redaktor, Konservator und Publizist

### Rotzo
- Rotzoll, Franz (1850–1927), Präsident der Klosterkammer Hannover
- Rotzoll, Maike (* 1964), deutsche Medizinhistorikerin und Hochschullehrerin

### Rotzs
- Rotzsch, Hans-Joachim (1929–2013), deutscher Sänger, Chorleiter und Hochschullehrer
- Rötzsch, Helmut (1923–2017), deutscher Bibliothekswissenschaftler
- Rötzsch, Jens (* 1959), deutscher Fotograf
- Rotzsch, Nicole (* 1976), deutsche Politikerin (CDU), MdL
- Rötzscher, Otto (1891–1932), deutscher Politiker (KPD/KPO), MdL Sachsen